# 카르퀴네즈 해협

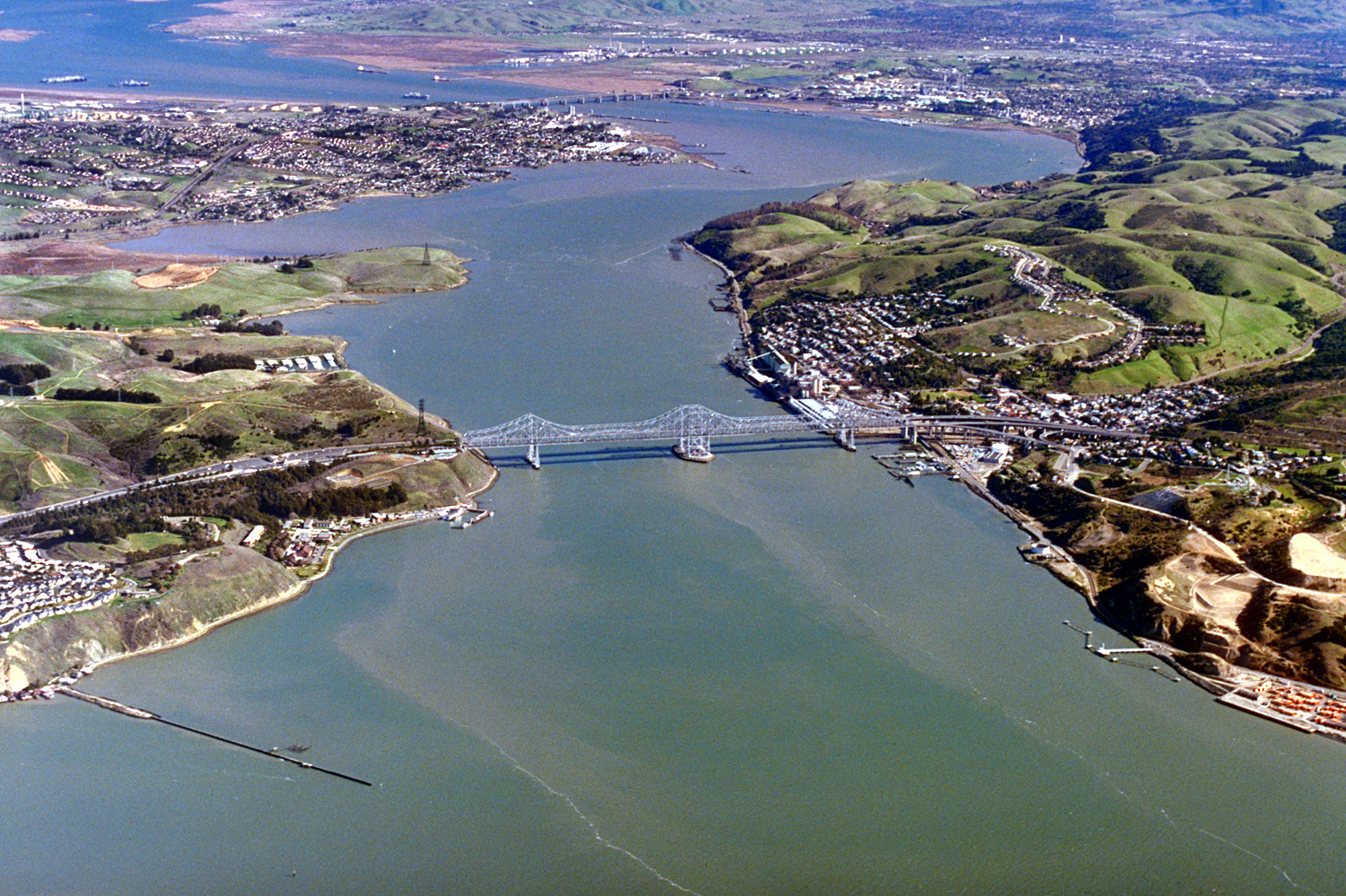

카르퀴네즈 해협(Carquinez Strait)은  캘리포니아주 샌프란시스코만에서  그리즐리만(Grizzly Bay)과 수위선만(Suisun Bay) 사이를 지나는 해협이다.

## 같이 보기
- 시스키유 철도